# 얼리샤 불 스톳
얼리샤 불 스톳(Alicia Boole Stott, 1860년 6월 8일 ~ 1940년 12월 17일)는 영국의 수학자이다. 4차원 기하학을 연구했으며, ‘폴리토프’라는 말을 만들어낸 사람이다.
앨리샤 불은 조지 불과 매리 에베레스트 불의 셋째딸로 태어났다. 리버풀 근교에서 비서 일을 하다가 1890년 월터 스톳(Walter Stott)과 결혼했다.
앨리샤 불 스톳은 피터르 헨드릭 스하우터와 폴리토프에 대해서 연구했다. 정규 4-폴리토프가 6종류밖에 없다는 것을 밝혀냈고, 해석기하학에 대한 배경지식 없이 논증기하학만으로 이 폴리토프의 3차원 단면을 구했다.